# Partit Animalista Amb el Medi Ambient
El Partit Animalista Amb el Medi Ambient (en castellà Partido Animalista Con el Medio Ambiente) (PACMA, anteriorment anomenat Partit Animalista Contra el Maltractament Animal i Partit Antitaurí Contra el Maltractament Animal) és un partit polític espanyol pels drets dels animals. Va formar-se el 2003 al País Basc a partir de la unió de diversos col·lectius antitaurins i de defensa dels animals. Actualment, presenta candidatures electorals arreu d'Espanya.
Tot i obtenir una certa força en mig dels grups extraparlamentaris, amb 1,13% a les eleccions al Parlament Europeu de 2014 i 1,32% a les europees del 2019, en quedar sense escó el partit va entrar en una crisi, agreujada per la pèrdua de vots a les Eleccions generals espanyoles de novembre de 2019 en les que va treure el 0,9% dels vots.

## Posicions polítiques
Els seus tres eixos principals són: els drets dels animals, la justícia social i el medi ambient. Segons el programa polític volen entre d'altres tipificar com a delicte al codi penal amb penes de presó a qui maltracti un animal, legalitzar l'accés dels animals als transports públics, prohibir el circ amb animals, abolir la tauromàquia, enderrocar places de toros sense mèrit arquitectònic, per fer-ne parcs i jardins, prohibir els zoos, delfinaris i aquaris, prohibir la caça i pesca esportiva, prohibir l'experimentació amb animals, tancar les granges pelleteres i fomentar el vegetarianisme i veganisme.
Fora de l'àmbit animalista el partit proposa la reintegració dels serveis privatitzats a la sanitat pública, l'increment de dietistes i nutricionistes en el sistema sanitari i la implementació de programes d'I+D+i. Consideren prioritari abordar el canvi climàtic, posar solució a la crisi de l'habitatge i regular el lloguer turístic.

## Història

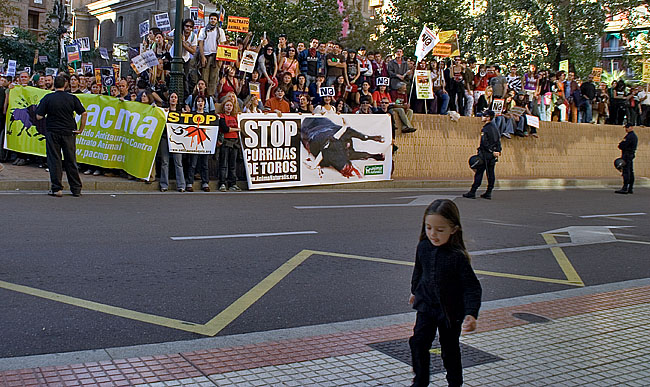
Manifestació antitaurina a Saragossa amb una pancarta del PACMA

Un grup d'activistes contra la tauromàquia de Biscaia que formaven part del Colectivo Antitaurino y Animalista de Bizkaia (CAAB) van crear el 2003 el Partido Antitaurino Contra el Maltrato Animal. Van registrar el partit i es van presentar a les eleccions municipals a Bilbao i Sopela el mateix any, en les quals van obtenir 509 vots. En els seus inicis el partit es va centrar exclusivament en dur a terme accions antitaurines. En les eleccions generals de 2004, col·lectius animalistes d'arreu d'Espanya van presentar candidatures al Senat, en total 16 províncies. Van obtenir 64.947 vots.
El 2011, el partit va canviar la seva denominació per Partit Animalista Contra el Maltractament Animal, mantenint l'acrònim PACMA. A les eleccions generals de 2016, van presentar candidatures a totes les circumscripcions espanyoles. Aleshores, els objectius principals del partit eren abolir la tauromàquia i la caça, i establir el sacrifici zero.
En 14 setembre de 2019 Laura Duarte Domínguez va ser nomenada presidenta del partit després de la dimissió de Silvia Barquero Nogales després de crítiques internes que van dur a l'escissió del grup Iniciativa Asamblea PACMA. En 2021 
El novembre de 2022 va canviar de nom i logo per passar a dir-se Partit Animalista Amb el Medi Ambient, a pesar que al seu avís legal segueixen amb el nom de Partit Animalista Contra el Maltractament Animal. El 2 de març de 2024 l'Assemblea General va renovar Javier Luna com a president.

## Resultats electorals

### Eleccions generals
Es va presentar a les eleccions generals per primera vegada el 2004, amb candidatures al Senat en 16 províncies espanyoles: Àlaba, Alacant, Barcelona, Burgos, Cadis, Cantàbria, Guipúscoa, Huelva, Madrid, Navarra, Gran Canaria, Sevilla, Tarragona, València, Valladolid i Biscaia. En total van obtenir 64.947 vots, poc més d'un terç del total de Barcelona (23.132 vots) on es presentava Manel Macià Gallemí.
Per a les eleccions de 2008 van presentar candidatures per al 90% de les circumscripcions, tant al Congrés com al Senat. El partit va obtenir 44.795 vots al Congrés, i així va ser la quarta força extraparlamentària superant partits importants i amb tradició i repercussió electoral com Los Verdes, la Chunta Aragonesista, el Partit Aragonès i Aralar. Al Senat va obtenir 132.077 vots.
A les eleccions generals 2011, es va presentar a 47 de les 52 circumscripcions electorals espanyoles. Sense comptar el recompte dels vots de residents a l'estranger, el resultat va ser de 374.483 vots pel el Senat i 102.144 vots (0,41%) pel Congrés, convertint-se així en un dels partits que més va millorar els resultats respecte 2008, sent la tercera força extraparlamentària d'Espanya. A aquestes eleccions, per primer cop, el partit va ampliar el seu programa electoral amb temes socials que afecten els humans: educació i sanitat pública de qualitat, etc.
A les eleccions generals 2015, el PACMA va desestimar la proposta de Podem de formar una coalició, segons afirma Laura Dudarte, per la negativa de Podem a la prohibició de la tauromàquia i manca de «compromís real» amb els animals. En aquests comicis es va presentar per primera vegada a totes les circumscripcions, i va duplicar els resultats al rebre 220.369 vots (0.87%) pel Congrés, superant formacions amb presència prèvia al Congrés com UPyD i Unió Democràtica de Catalunya, esdevenint la principal força extraparlamentària de l'estat espanyol. Entre tots els candidats al Senat, van acumular més d'un milió de vots, però no van obtenir representació.
A les eleccions generals d'abril de 2019, el PACMA va tornar a créixer en nombre de vots, va obtenir 326.045 vots pel Congrés, (representant el 1,45%) i 1.303.984 vots pel Senat. Mentre que a les eleccions generals del mes de novembre va caure en nombre de vots, uns 100.000 pel Congrés, malgrat això va mantenir sent la força extraparlamentària amb més vots, i des d'aquell moment ha anat contínuament perdent suport electoral.
| Eleccions al Congrés dels Diputats | Eleccions al Congrés dels Diputats | Eleccions al Congrés dels Diputats | Eleccions al Congrés dels Diputats | Eleccions al Congrés dels Diputats | Eleccions al Congrés dels Diputats | Eleccions al Congrés dels Diputats | Eleccions al Congrés dels Diputats | Eleccions al Congrés dels Diputats |
| Any                                | Posició                            | Vots                               | +/-                                | % de vots                          | +/-                                | Escons                             | +/-                                | Referències                        |
| ---------------------------------- | ---------------------------------- | ---------------------------------- | ---------------------------------- | ---------------------------------- | ---------------------------------- | ---------------------------------- | ---------------------------------- | ---------------------------------- |
| 2008                               | 14a                                | 44.795                             | N/D                                | 0,17 %                             | N/D                                | 0 / 350                            | N/D                                | [ 40 ]                             |
| 2011                               | 13a                                | 102.144                            | 57.349                             | 0,42 %                             | 0,25                               | 0 / 350                            | =                                  | [ 41 ]                             |
| 2015                               | 12a                                | 220.369                            | 118.225                            | 0,87 %                             | 0,45                               | 0 / 350                            | =                                  | [ 42 ]                             |
| 2016                               | 11a                                | 286.702                            | 66.333                             | 1,19 %                             | 0,32                               | 0 / 350                            | =                                  | [ 43 ]                             |
| 2019                               | 10a                                | 328.299                            | 41.597                             | 1,25 %                             | 0,06                               | 0 / 350                            | =                                  | [ 44 ]                             |
| 2019 (II)                          | 13a                                | 228.856                            | 99.443                             | 0,94 %                             | 0,31                               | 0 / 350                            | =                                  | [ 45 ]                             |
| 2023                               | 13a                                | 165.768                            | 63.088                             | 0,67 %                             | 0,27                               | 0 / 350                            | =                                  |                                    |

| 2004      | 64.987    | N/D     | 0 | N/D | [ 22 ] |
| 2008      | 132.077   | 67.580  | 0 | =   |        |
| 2011      | 374.483   | 242.406 | 0 | =   |        |
| 2015      | 1.034.617 | 792.221 | 0 | =   |        |
| 2016      | 1.199.759 | 165.142 | 0 | =   |        |
| 2019      | 1.303.984 | 104.225 | 0 | =   |        |
| 2019 (II) | 963.762   | 340.222 | 0 | =   |        |
| 2023      | 649.417   | 314.345 | 0 | =   |        |

### Eleccions europees
A les eleccions al Parlament Europeu de 2009 varen obtenir 44.356 vots (0,27%), i va ser la tercera força extraparlamentària. Els millors resultats els va obtenir a Catalunya, amb el 0,56% dels vots. En declaracions a la premsa, el president del partit va denunciar que en alguns col·legis electorals no es van pas posar les paperetes, malgrat això estava satisfet amb els resultats.
A les eleccions al Parlament Europeu de 2014, el Partit Animalista va quadruplicar els resultats, amb un total de 177.499 vots (1,13%), va suposar ser la segona força sense representació parlamentària. En les següents eleccions al Parlament Europeu de 2019, les enquestes indicaven que el partit podia obtenir entre un i dos escons, per la qual cosa va rebre notorietat als mitjans de comunicació. Va unir-se al grup Animal Politics EU, format per partits animalistes que concorrien a les eleccions europees. Finalment, però, no va aconseguir representació parlamentària, encara que va seguir augmentant en nombre de vots, un total de 294.657 (1,33%).
| Eleccions al Parlament Europeu | Eleccions al Parlament Europeu | Eleccions al Parlament Europeu | Eleccions al Parlament Europeu | Eleccions al Parlament Europeu | Eleccions al Parlament Europeu | Eleccions al Parlament Europeu | Eleccions al Parlament Europeu | Eleccions al Parlament Europeu |
| Any                            | Posició                        | Nombre de vots                 | +/-                            | % de vot                       | +/-                            | Nombre d'escons                | +/-                            | Referències                    |
| ------------------------------ | ------------------------------ | ------------------------------ | ------------------------------ | ------------------------------ | ------------------------------ | ------------------------------ | ------------------------------ | ------------------------------ |
| 2009                           | 9a                             | 41.913                         | N/D                            | 0,26 %                         | N/D                            | 0 / 54                         | N/D                            | [ 52 ]                         |
| 2014                           | 12a                            | 177.499                        | 135.586                        | 1,13 %                         | 0,87                           | 0 / 54                         | =                              | [ 53 ]                         |
| 2019                           | 10a                            | 295.546                        | 118.047                        | 1,31 %                         | 0,19                           | 0 / 59                         | =                              | [ 54 ]                         |
| 2024                           | 10a                            | 134.425                        | 161.121                        | 0,77 %                         | -0,54                          | 0 / 61                         | =                              | [ 55 ]                         |

### Eleccions municipals
A les eleccions municipals del 2007 es van presentar a dotze ajuntaments. No van obtenir cap escó però van sumar 10.601 vots allà on es van presentar: Amposta, Barcelona (3.153 vots), Camarles, Lleó, Guadalajara, Madrid (3.166 vots), Màlaga (750 vots), Sevilla (724 vots), Tordesillas, Valladolid, Vitòria (860 vots) i Saragossa (916 vots). El 19 de maig de 2007, el músic Elliott Murphy va realitzar un concert gratuït a Barcelona com a suport al PACMA per a les eleccions.
A les eleccions municipals del 2011, el partit es va presentar a 34 municipis i obtenir 26.384 vots (0,12%). A les eleccions municipals del 2015 va duplicar els resultats dels anteriors comicis (55.228 vots) tot i que es va presentar només a 29 municipis.
| Any  | Vots   | %    | Regidors |
| ---- | ------ | ---- | -------- |
| 2007 | 10.601 |      | 0        |
| 2011 | 26.384 |      | 0        |
| 2015 | 55.228 | 0,25 | 0        |
| 2019 | 45.724 | 0,2  | 0        |
| 2023 | -      | -    | 0        |

### Eleccions autonòmiques

#### País Basc
A les eleccions al Parlament Basc de 2005, el PACMA es va presentar en coalició amb el partit ecologista Berdeak-Los Verdes i van obtenir 4.049 vots (0,33% de l'electorat), sense aconseguir representació parlamentària. A les eleccions de 2009 va presentar-se en solitari, i va disminuir el suport al partit amb 0,18 punts percentuals menys. Al 2012 va superar els vots de les primeres eleccions, amb 4.066 vots (0,37 % de l'electorat). Al 2016 va doblar els resultats anteriors, sent el millor resultat que ha obtingut el PACMA al País Basc, amb el suport del 0,81 % de l'electorat. En les darreres eleccions de 2020, excepcionals per la pandèmia per coronavirus, va perdre 0,26 punts percentuals. Tot i així, els resultats de 2020 va situar-se per sobre dels resultats obtinguts el 2012.
| Eleccions al Parlament Basc | Eleccions al Parlament Basc | Eleccions al Parlament Basc | Eleccions al Parlament Basc | Eleccions al Parlament Basc | Eleccions al Parlament Basc | Eleccions al Parlament Basc | Eleccions al Parlament Basc | Eleccions al Parlament Basc |
| Any                         | Posició                     | Vots                        | +/-                         | % de vot                    | +/-                         | Nombre d'escons             | +/-                         | Referències                 |
| --------------------------- | --------------------------- | --------------------------- | --------------------------- | --------------------------- | --------------------------- | --------------------------- | --------------------------- | --------------------------- |
| 2005                        | 8a                          | 4.049                       |                             | 0,33 %                      |                             | 0 / 75                      |                             | [ 58 ]                      |
| 2009                        | 10a                         | 1.504                       | 2.545                       | 0,15 %                      | 0,18                        | 0 / 75                      | =                           | [ 58 ]                      |
| 2012                        | 10a                         | 4.066                       | 2.562                       | 0,37 %                      | 0,22                        | 0 / 75                      | =                           | [ 58 ]                      |
| 2016                        | 7a                          | 8.589                       | 4.523                       | 0,81 %                      | 0,44                        | 0 / 75                      | =                           | [ 58 ]                      |
| 2020                        | 8a                          | 4.895                       | 3.694                       | 0,55 %                      | 0,26                        | 0 / 75                      | =                           | [ 58 ]                      |
| 2024                        | 8a                          | 5,481                       | 586                         | 0,52 %                      | 0,03                        | 0 / 75                      | =                           |                             |

#### Catalunya
A les eleccions al Parlament de Catalunya de 2006 el partit va obtenir 13.730 vots, el 0,46%, i en les següents eleccions, en 2010, amb Aida Gascón i Bosch de cap de llista, va obtenir uns resultats similars. A les eleccions de 2015, la candidata va ser Anaïs Arranz Mir, amb 21 anys la persona més jove en presentar-se com a candidata a la presidència de la Generalitat de Catalunya. El partit va tornar a doblar resultats, amb 30.157 vots (0,73% del cens total). A les eleccions al Parlament de Catalunya de 2017, van treure 38.503 vots, millorant els resultats però encar així per sota de l'1% del total.
A les eleccions de 2021, el PACMA no va aconseguir el nombre suficient d'avals per presentar-se a les eleccions. El partit ho va atribuir a les restriccions per causa de la pandèmia de COVID-19 i va presentar un recurs d'empara al Tribunal Constitucional contra la inadmissió de la seva candidatura. En un comunicat, el partit van expressar la seva oposició al requisit de les firmes per poder presentar-se a les eleccions, especialment en el context de restriccions sanitàries, ja que suposava un obstacle al dret de participació política. Altres actors van considerar que la crisi interna del PACMA va ser un factor condicionant perquè no arribessin als avals suficients. El 2024 van presentar interès en presentar-se a les Eleccions al Parlament de Catalunya de 2024, si reunien els avals necessaris.
| Eleccions al Parlament de Catalunya | Eleccions al Parlament de Catalunya | Eleccions al Parlament de Catalunya | Eleccions al Parlament de Catalunya | Eleccions al Parlament de Catalunya | Eleccions al Parlament de Catalunya | Eleccions al Parlament de Catalunya | Eleccions al Parlament de Catalunya | Eleccions al Parlament de Catalunya |
| Any                                 | Posició                             | Nombre de vots                      | +/-                                 | % de vot                            | +/-                                 | Nombre d'escons                     | +/-                                 | Referències                         |
| ----------------------------------- | ----------------------------------- | ----------------------------------- | ----------------------------------- | ----------------------------------- | ----------------------------------- | ----------------------------------- | ----------------------------------- | ----------------------------------- |
| 2006                                | 8a                                  | 13.730                              | N/D                                 | 0,47 %                              | N/D                                 | 0 / 135                             | N/D                                 | [ 59 ]                              |
| 2010                                | 12a                                 | 14.238                              | 508                                 | 0,45 %                              | 0,02                                | 0 / 135                             | =                                   | [ 59 ]                              |
| 2012                                | 11a                                 | 20.861                              | 6.623                               | 0,57 %                              | 0,12                                | 0 / 135                             | =                                   | [ 60 ]                              |
| 2015                                | 8a                                  | 30.157                              | 9.296                               | 0,73 %                              | 0,16                                | 0 / 135                             | =                                   | [ 60 ]                              |
| 2017                                | 8a                                  | 38.743                              | 8.586                               | 0,89 %                              | 0,16                                | 0 / 135                             | =                                   | [ 64 ]                              |
| 2021                                | no es presenta                      | no es presenta                      | no es presenta                      | no es presenta                      | no es presenta                      | no es presenta                      | no es presenta                      | no es presenta                      |
| 2024                                | 9a                                  | 33.928                              | N/D                                 | 1,09 %                              | N/D                                 | 0 / 135                             | N/D                                 | [ 65 ]                              |

#### Resta de l'estat
A les autonòmiques del 2007, es van presentar en dues autonomies (Madrid i Cantàbria) obtenint un suport de 7.089 vots entre ambdues. A les eleccions al Parlament Gallec de 2009, el partit va sostenir Os Verdes-Grupo Verde a les províncies de La Corunya i Pontevedra. El resultat del qual va ser de 2.867 vots, el 0,45% a La Corunya i 2.694, el 0,50% a Pontevedra. A les eleccions autonòmiques de 2015, es va presentar a 13 autonomies i va triplicar els resultats, amb un total de 102.700 vots.
| Any                                         | Vots    | %    | Parlamentaris |
| ------------------------------------------- | ------- | ---- | ------------- |
| Elecciones autonòmiques espanyoles del 2007 | 7089    |      | 0             |
| Elecciones autonòmiques espanyoles de 2011  | 36 926  |      | 0             |
| Eleccions al Parlament d'Andalusia de 2012  | 8781    | 0,23 | 0             |
| Eleccions al Parlament d'Andalusia de 2015  | 31.735  | 0,80 | 0             |
| Eleccions autonòmiques espanyoles de 2015   | 102.700 |      | 0             |
| Eleccions autonòmiques espanyoles de 2019   | 77.440  | 0,78 | 0             |
| Eleccions autonòmiques espanyoles de 2023   | 84.167  | 0,77 | 0             |

## Polèmiques i crítiques
El 2018, amb vista a unes eleccions europees en les quals era probable que l'organització obtingués un escó al Parlament Europeu, diversos sectors del partit van criticar la nova deriva electoralista de la direcció. Consideraven que s'havia abandonat la lluita activista i la denúncia dels abusos contra els animals. Afegien que la direcció actuava sense transparència, democràcia interna, ni supervisió de l'afiliació; i que també es prioritzava promocionar i satisfer els interessos personals de la presidenta, Silvia Barquero, el seu marit i vicepresident, Luis Víctor Moreno, i la portaveu, Laura Duarte. Les crítiques van comportar el cessament i la dimissió de molts coordinadors territorials, que van qualificar aquests fets de purga. A fi de revertir la situació, un grup d'afiliats i voluntaris va crear la Iniciativa Asamblea PAMCA que serviria per presentar propostes de democratització a l'assemblea general de 2018. Segons l'exsecretària del partit, Yasmina Larumbe, l'assemblea es va desenvolupar amb irregularitats greus, per la qual cosa va presentar una denúncia als jutjats. El PACMA no va aconseguir l'escó que esperava obtenir a les eleccions europees del maig de 2019, i el juliol d'aquell any Silvia Barquero va dimitir com a presidenta. Barquero va mantenir el càrrec en funcions fins a la següent assemblea general de setembre, en què la va substituir Laura Duarte. L'exdelegat territorial de PACMA a Andalusia, Andrés Cardenete, va impulsar una nova plataforma, La llavor de la revolució, per oposar-se a la direcció del partit.
El partit ha rebut crítiques internes pel que fa a una manca de definició ideològica sobre qüestions que van més enllà dels animals, com ara la monarquia, el procés independentista català o la seva situació en l'eix esquerra-dreta.